# Angela Okorie
Angela Ijeoma Okorie, (Cotonu, 29 de outubro de 1984) mais conhecida como Angela Okorie, é uma atriz nigeriana. Em 2015, ela ganhou o prêmio City People Entertainment Awards de Melhor Atriz Coadjuvante. Ela também é conhecida por ter atuado em mais de 100 filmes entre 2009 e 2014.

## Infância e educação
Okorie, a terceira de cinco filhos, nasceu em 29 de outubro de 1989 e foi criada em Cotonu, na República do Benim. Ela estudou artes cênicas na Universidade de Lagos. Ela também frequentou a Universidade Estadual de Lagos, estudando administração pública. Ela é natural de Ishiagu, em Ivo, Ebonyi, na Nigéria.

## Carreira
Okorie se aventurou em Nollywood em 2009, depois de uma década como modelo para uma empresa de sabão. Seu primeiro filme foi Sincerity em 2009. O filme foi produzido e dirigido por Stanley Egbonini e Ifeanyi Ogbonna respectivamente e estrelado por Chigozie Atuanya, Nonso Diobi, Yemi Blaq e Oge Okoye. De acordo com o Pulse Nigeria, sua ascensão aos holofotes aconteceu depois que ela estrelou Holy Serpent. Ela também declarou seu desejo de gravar música gospel no futuro.
Em 2014, ela foi descrita como uma das "atrizes mais procuradas" de Nollywood pelo jornal Vanguard, bem como uma "atriz popular" que interpreta papéis com facilidade pelo jornal The Nation. Ela também afirmou que pretende se dedicar à produção cinematográfica. Falando sobre suas aspirações musicais, ela explicou que escreveu inúmeras canções e lançaria seu álbum em breve, descrevendo a música como algo que sempre fez parte dela. Em janeiro de 2014, ela foi documentada por ter atuado em mais de 80 produções cinematográficas.
Em agosto de 2014, ela atuou em mais de 100 filmes desde 2009. Em uma entrevista de 2014, ela explicou que sua mãe não se sentia confortável com ela agindo por motivos religiosos. Ela também afirmou que não atuaria nua, independentemente do valor pago, explicando que mesmo seus modelos na indústria nigeriana, como Genevieve Nnaji, não precisavam ficar sem roupa para se tornarem estrelas. Ela também citou suas crenças culturais como razões para se vestir de forma conservadora nos filmes. Em 2015, ela ganhou o City People Entertainment Awards de Melhor Atriz Coadjuvante em um filme inglês.

## Vida pessoal e opiniões sobre lesbianismo
Ela é casada e tem um filho. Em uma publicação do jornal Dailypost, ela explicou que geralmente faz um esforço consciente para separar sua família da mídia. Ela também desmascarou rumores de uma separação. Falando sobre o lesbianismo na Nigéria, ela explicou que é contra, principalmente porque "Nossa cultura o proíbe. É um pecado e é inaceitável. Por que uma mulher se envolveria romanticamente com outra mulher?". Em uma postagem de 2015, ela minimizou o papel das mídias sociais pelos homens nos relacionamentos. Seguindo o convite do pastor nigeriano Johnson Suleman pelo UDBA, Okorie exortou todos os cristãos a apoiarem o clérigo porque suas opiniões representavam as da maioria deles.
Em 25 de julho de 2020, Angela Okorie se casou novamente e ficou noiva de seu amante secreto, Nwele Michael Chukwudi, também conhecido como Chuchu. Uma colega atriz, Chita Agwu Johnson, compartilhou fotos do pedido de casamento online. Eles se casaram na praia em 30 de julho de 2020. Poucos dias depois, Angela reagiu à notícia e disse que era um videoclipe para sua nova música intitulada "Baby Chuchu". Ela zombou da mídia por acreditar em sua estratégia musical.

## Filmografia
| Ano  | Título              | Papel | Notas |
| ---- | ------------------- | ----- | ----- |
| 2009 | Sincerity           | —     |       |
| 2011 | Thanks For Coming   | —     |       |
| 2011 | Gallant Babes       | —     |       |
| 2011 | The Code            | —     |       |
| 2011 | Holy Serpent        | —     |       |
| 2013 | Yankee Students     | —     |       |
| 2014 | The Baby            | —     |       |
| 2015 | Hooked              | —     |       |
| 2018 | Divorce Not Allowed | —     |       |
| 2020 | Fubara's Wish       | —     |       |